# Мечетный (Белокалитвинский район)
Мече́тный — хутор в Белокалитвинском районе Ростовской области.
Входит в состав Богураевского сельского поселения.

## География
Хутор расположен в 30 км (по дорогам) юго-западнее города Белая Калитва (райцентр).
Невдалеке проходит граница с Красносулинским районом области.

### Улицы
| - ул. Банникова - ул. Бузиновская - ул. Голодаевская - ул. Икряная | - ул. Кочевань - ул. Отшибная - ул. Подскельная - ул. Шляхтная |

## Население
| 1989 | 2002 | 2010 |
| ---- | ---- | ---- |
| 270  | ↘251 | ↘203 |

## Достопримечательности
Территория Ростовской области была заселена еще в эпоху неолита. Люди, живущие на древних стоянках и поселениях у рек, занимались в основном собирательством и рыболовством. Степь для скотоводов всех времён была бескрайним пастбищем для домашнего рогатого скота. От тех времен осталось множество курганов с захоронениями  жителей этих мест. Курганы и курганные группы находятся на государственной охране.
Поблизости от территории хутора Мечетного Белокалитвинского района расположено несколько достопримечательностей – памятников археологии. Они охраняются в соответствии с Федеральным законом от 25.06.2002 N 73-ФЗ "Об объектах культурного наследия (памятниках истории и культуры) народов Российской Федерации", Областным законом от 22.10.2004 N 178-ЗС "Об объектах культурного наследия (памятниках истории и культуры) в Ростовской области", Постановлением Главы администрации РО от 21.02.97 N 51 о принятии на государственную охрану памятников истории и культуры Ростовской области и мерах по их охране и др. 
- Курганная группа «Мечетной I» из 2 курганов. Находится в 0,75 км к северу от хутора Мечетного.
- Курганная группа «Мечетной II» из 8 курганов. Находится в 5,0 км к западу от хутора Мечетного.
- Курганная группа «Второй Глубокий I» из 2 курганов. Находится в 5,0 км к югу от хутора Мечетного.
- Курганная группа «Второй Глубокий II» из 6 курганов. Находится в 6,5 км к юго-западу от хутора Мечетного[4].